# مولان (فیلم ۲۰۰۹)
مولان (انگلیسی: Mulan) یک فیلم به کارگردانی جینگل ما است که در سال ۲۰۰۹ منتشر شد. از بازیگران آن می‌توان به جائو وی، یو رونگ‌گوانگ، هو جون، جسی چان، و ویتاس اشاره کرد.